# Petz Gyula
Petz Gyula, Pecz (Győr, 1821. december 2. – Mezőberény, 1882. február 11.) evangélikus lelkész, gimnáziumi, főiskolai tanár.

## Élete
Győrött született, ahol akkor atyja Petz Lipót a protestáns gimnáziumban igazgató volt. 1829-ben szüleivel Sopronban költözött, ahol a gimnázium osztályait és a teológiai tanfolyamokat 1829-től 1840-ig végezte. Atyja szegénysége kénytelenítette őt már 14 éves korától kezdve magánórákat adni. Miután 1840-ben édesatyja meghalt, az 1840-41. évet mint nevelő Kis János szuperintendens házánál töltötte, annak unokáit, akik akkor a soproni gimnáziumot látogatták, tanítva, hogy így kis pénzösszeget szerezzen külföldi tanulmányútjára. 1841-ben letette a kandidaticumi vizsgát. Külföldön 1841-től 1843-ig Halleban négy szemesztert töltött. Hazatérése alkalmával útját déli Németországon keresztül vette, Beyer János barátjáról, utóbb a kőszegi reáliskola tanárától kisérve, mely útjában találkozott az akkor nemrég kikeresztelkedett Bloch-Ballagi Móricczal, ki őt később Szarvasra ajánlotta. Még mikor Halleban volt, Lónyay Gábor hívta őt meg 9 éves Ödön fia nevelőjéül, és mert Lónyay akkor országgyűlési követ volt és Pozsonyban lakott, nevelői állását ott foglalta el és 1843 októberétől 1844 novemberéig ott tartózkodott és ittléte alatt gyakran prédikált. 
Az 1844-45. telet a Lónyay-családdal Pesten töltötte, s mert Lang Mihály, a pesti német lelkész akkor huzamosabban betegeskedett, Petznek gyakran volt alkalma a pesti templomban szónokolni. Az 1845. év nyarát a Lónyay-család birtokán Deregnyőn töltötte. Innét gimnáziumi tanárnak hívták meg Szarvasra, mely hivatalt 1843-tól 1853-ig viselte; egyszersmind ifjúsági hitszónok volt. A középiskolák átszervezése alkalmával 1854-ben meghívást kapott a soproni gimnáziumhoz. Éppen mikor útra kelni akart, a mezőberényi német egyház, ahol próbaszónoklatot tartott volt, őt lelkészének megválasztotta, s ő, mert ipja, gr. Blankenstein kasznárja, pár órányira lakott, elsőbbséget adott Mezőberény meghivásának. Azután haláláig ott működött. Nevét Pecznek is írta.

## Újságcikkei
Cikkei a Tavassy Lajos Emléklapjaiban (1847. A gymnasium feladata); a szarvasi ágostai evangélikus gimnázium Programmjában (1861. Tanítóképezde és zeneiskola felállítása kapcsolatban a főtanodával, 1865. Adalékok tanárképzési tervezethez gymnasiumok számára); a Fabó által kiadott Rajzokban (1868. A magyar ev. egyház történetének leggyászosabb lapjai 1650-1676., németül is); a Békésmegyei régészeti és művelődéstörténelmi társulat Évkönyvében (1878. A békési ág. hitv. ev. esp. főiskola keletkezésének és Mezőberényben töltött zsengekorának története, 1879. A mező-berényi gymnasium története); több cikket közölt a Protestáns Egyházi és Iskolai Lapban, a Pester Lloydban, a Predigt der Gegenwartban, a Protestantische Jahrbücher für Österreichban, a Pester Boteban és a Szeberényi Lajos Iskolai Lapjában).

## Munkái
- Konfirmandenbüchlein auf Grund des kleinen Katechismus. Pest, 1867
- Gyakorlati magyar nyelvtan. Ugyanott, 1848 (Wurtsch: Sprachdenklehre mintájára)
- Prédikáczió, melyet Mezőberényben tartott és egyik híve, Braun Ádám Mihály földmívelő saját költségén nyomatott ki és az egyházban szétosztott. M.-Berény, 1868
- Komenius Amos középtanodai rendszere. Uo. 1882

Ő fordította 1867-től az egyetemes gyűlés jegyzőkönyveit németre. A marburgi énekeskönyvet, melyet a bányakerület hat német egyházában használtak, 1879-ben újonnan átdolgozta, javításokkal, bővítésekkel és az egyes énekek szerzőinek neveivel ellátta.

### Kéziratban
- Az egyházi szónoklattan kézikönyve s a polgári házasság történetéhez becses gyűjtemény.